# ندى الأعرج
ندى الأعرج (مواليد 2 سبتمبر 2000) لاعبةُ تايِكْوَنْدُو مغربيةٌ، حاصلة على الميدالية الذهبية في وزن 57 كجم في بطولة الألعاب الأفريقية وذهبيتين في بطولة أفريقيا للتايكوندو. كما مثلت المغرب في دورة الألعاب الأولمبية الصيفية 2020 في طوكيو باليابان.

## مسيرتها الرياضية
بعد فوزها بالميدالية البرونزية في فئة أقل من 57 كجم في دورة ألعاب التضامن الإسلامي 2017 في باكو ، توجت ندى الأعرج بطلة أفريقيا في فئة أقل من 57 كجم في بطولة أفريقيا للتايكوندو 2018 بأكادير وفازت بالميدالية الذهبية في نفس الوقت في فئة الألعاب الأفريقية 2019 بالرباط.
حاصلة على الميدالية الفضية في فئة أقل من 57 كجم في بطولة أفريقيا للتايكوندو 2021 في داكار. وبالميدالية الذهبية 2022 في كيغالي الرواندية.